# Versailles (Karikatur)

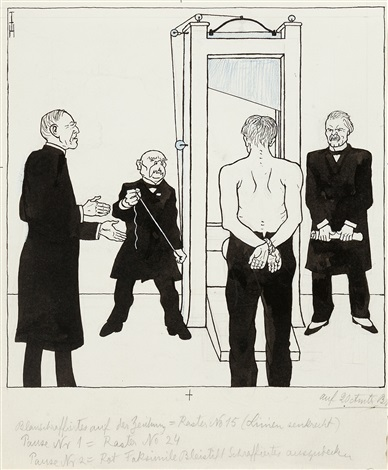

Versailles ist der Titel einer Karikatur des Zeichners Thomas Theodor Heine, die am 3. Juni 1919 in der satirischen Wochenzeitschrift Simplicissimus (24. Jahrgang, Nr. 10) auf Seite 132 erschien. Sie ist eine bildliche Kritik zum Friedensvertrag von Versailles. Die Karikatur ist fester Bestandteil des Geschichtsunterrichts und in vielen Geschichtsbüchern abgedruckt.

## Beschreibung
Die Karikatur setzt den Versailler Friedensvertrag mit einer Exekution Deutschlands gleich. Ein Mann mit nacktem Oberkörper und auf dem Rücken gefesselten Händen steht vor einer Guillotine, mit dem Rücken zum Betrachter. Er stellt Deutschland dar. Links von ihm steht der Präsident der Vereinigten Staaten, Woodrow Wilson (im Amt 1913 bis 1921), der wohl zum Delinquenten sagt „Auch Sie haben noch ein Selbstbestimmungsrecht: wünschen Sie, daß Ihnen die Taschen vor oder nach dem Tode ausgeleert werden?“. Es handelt sich hierbei um die Bildunterschrift. Der französische Ministerpräsident Georges Clemenceau (im Amt 1917 bis 1920) steht an der Guillotine und ist bereit, die Exekution auszuführen, während der britische Premierminister David Lloyd George (im Amt 1916 bis 1922) rechts von der Guillotine mit dem Versailler Friedensvertrag steht.